# Fabiano Parisi
Fabiano Parisi (Solofra, 9 novembre 2000) è un calciatore italiano, difensore della Fiorentina.

## Biografia
Nato a Solofra, in provincia di Avellino, è cresciuto con la famiglia nel vicino comune di Serino. Il padre Carmine, che era stato un calciatore a livello dilettantistico negli anni Ottanta, è morto nel settembre del 2021: indossa la maglia numero 65 per onorarne la memoria.

## Caratteristiche tecniche
È un terzino sinistro con ottime doti tecniche e atletiche, abile sia in fase offensiva (specie nei cross), sia in fase difensiva. Mancino di piede, è impiegabile anche come esterno di centrocampo.
Durante il periodo trascorso ad Avellino, le abilità mostrate in campo gli valgono il soprannome di Pendolino di Serino, in riferimento al comune in cui è cresciuto.

## Carriera

### Club

#### Gli inizi, Avellino
Inizia a giocare nella scuola calcio locale della Pro Irpinia, per poi passare alla Vigor Perconti, società dilettantistica di Roma, nel 2016. Arrivato all'attenzione di Simone Puleo, ex-bandiera dell'Avellino e allora responsabile del settore giovanile del Benevento, nell'estate del 2017 Parisi entra a far parte della formazione Primavera delle Streghe, con cui partecipa al Torneo di Viareggio l'anno successivo.
Nella stagione 2018-2019, il terzino viene mandato in prestito all'Avellino, costretto a ripartire dalla Serie D dopo il fallimento della società. Con un totale di 41 presenze, condite da un assist, Parisi si rivela a sorpresa uno dei protagonisti della promozione diretta in Serie C degli irpini. Riscattato dall'Avellino nell'estate del 2019, il terzino colleziona 32 presenze e quattro reti nella sua prima stagione fra i professionisti, confermandosi come uno dei giovani più promettenti della categoria, nonostante la società campana stesse attraversando un momento di forte instabilità economica e gestionale fuori dal campo.

#### Empoli
Il 22 settembre 2020 viene acquistato a titolo definitivo dall'Empoli per 500000 €, firmando un contratto triennale. Ottiene 20 presenze e realizza un gol nel campionato di Serie B vinto sotto la guida di Alessio Dionisi, raggiungendo quindi la promozione diretta in massima serie.
All'inizio della stagione successiva rinnova il proprio contratto con l'Empoli e il 17 ottobre 2021, a 20 anni, esordisce in Serie A nella sconfitta in casa per 4-1 contro l'Atalanta. Ottiene 25 presenze e contribuisce alla salvezza dei toscani.
Il 28 agosto 2022, segna il suo primo gol in massima serie, firmando il momentaneo vantaggio in casa del Lecce, nella partita pareggiata poi per 1-1; in questa stagione gioca 34 partite di campionato con due gol e due assist.

#### Fiorentina
Il 14 luglio 2023 viene acquistato dalla Fiorentina per 10 milioni di euro più bonus. Esordisce con i Viola il 27 agosto, giocando titolare nella gara di campionato pareggiata (2-2) contro il Lecce allo stadio Artemio Franchi. Il successivo 31 agosto fa il suo esordio nelle coppe europee, subentrando a Biraghi nel finale nella partita vinta per 2-0 contro il Rapid Vienna, valevole per il ritorno dei play-off di Europa Conference League. Schierato nell'undici titolare per gran parte del girone d'andata di Serie A e nella fase a gironi di Conference League, complici alcuni errori, esce dalle prime scelte del tecnico Vincenzo Italiano. Torna ad essere schierato con frequenza dal primo minuto solo in primavera, visto che spesso gli viene preferito nel suo stesso ruolo Cristiano Biraghi. Chiude la stagione con 33 presenze totali e 2 assist in tutte le competizioni.
Con l'arrivo del nuovo tecnico Raffaele Palladino, nella sua seconda stagione in viola si trova a competere per il posto da titolare tanto con Biraghi quanto con Robin Gosens. Il 20 ottobre 2024 segna il suo primo gol in maglia viola, chiudendo la goleada in casa del Lecce (6-0). 

### Nazionale

#### Nazionali giovanili
Convocato per la prima volta in nazionale Under-21 dal commissario tecnico Paolo Nicolato, esordisce con gli Azzurrini il 16 novembre 2021 nell'amichevole vinta per 4-2 contro la Romania, subentrando a inizio ripresa al posto di Giacomo Quagliata. Nel giugno del 2023 prende parte all'Europeo Under-21, organizzato in Georgia e Romania, collezionando tre presenze su tre partite e realizzando un gol nella seconda gara del girone, vinta per 3-2 contro la Svizzera.

#### Nazionale maggiore
Nel novembre del 2022, riceve la sua prima convocazione ufficiale con la nazionale maggiore, guidata da Roberto Mancini, in sostituzione degli infortunati Rafael Tolói ed Emerson Palmieri in vista delle amichevoli contro Albania e Austria, nelle quali non viene impiegato.

## Statistiche

### Presenze e reti nei club
Statistiche aggiornate al 25 maggio 2025.
| Stagione          | Squadra           | Campionato        | Campionato | Campionato | Coppe nazionali | Coppe nazionali | Coppe nazionali | Coppe continentali | Coppe continentali | Coppe continentali | Altre coppe | Altre coppe | Altre coppe | Totale | Totale |
| Stagione          | Squadra           | Comp              | Pres       | Reti       | Comp            | Pres            | Reti            | Comp               | Pres               | Reti               | Comp        | Pres        | Reti        | Pres   | Reti   |
| ----------------- | ----------------- | ----------------- | ---------- | ---------- | --------------- | --------------- | --------------- | ------------------ | ------------------ | ------------------ | ----------- | ----------- | ----------- | ------ | ------ |
| 2018-2019         | Avellino          | D                 | 36+5       | 0          | CI-D            | 0               | 0               | -                  | -                  | -                  | -           | -           | -           | 41     | 0      |
| 2019-2020         | Avellino          | C                 | 27+1       | 4+0        | CI-C            | 4               | 0               | -                  | -                  | -                  | -           | -           | -           | 32     | 4      |
| Totale Avellino   | Totale Avellino   | Totale Avellino   | 69         | 4          |                 | 4               | 0               |                    | -                  | -                  |             | -           | -           | 73     | 4      |
| 2020-2021         | Empoli            | B                 | 20         | 1          | CI              | 2               | 0               | -                  | -                  | -                  | -           | -           | -           | 22     | 1      |
| 2021-2022         | Empoli            | A                 | 25         | 0          | CI              | 0               | 0               | -                  | -                  | -                  | -           | -           | -           | 25     | 0      |
| 2022-2023         | Empoli            | A                 | 33         | 2          | CI              | 1               | 0               | -                  | -                  | -                  | -           | -           | -           | 34     | 2      |
| Totale Empoli     | Totale Empoli     | Totale Empoli     | 78         | 3          |                 | 3               | 0               |                    | -                  | -                  |             | -           | -           | 81     | 3      |
| 2023-2024         | Fiorentina        | A                 | 21         | 0          | CI              | 3               | 0               | UECL               | 8                  | 0                  | SI          | 1           | 0           | 33     | 0      |
| 2024-2025         | Fiorentina        | A                 | 26         | 2          | CI              | 1               | 0               | UECL               | 8                  | 0                  | -           | -           | -           | 35     | 2      |
| Totale Fiorentina | Totale Fiorentina | Totale Fiorentina | 47         | 2          |                 | 4               | 0               |                    | 16                 | 0                  |             | 1           | 0           | 68     | 2      |
| Totale carriera   | Totale carriera   | Totale carriera   | 194        | 9          |                 | 11              | 0               |                    | 16                 | 0                  |             | 1           | 0           | 222    | 9      |

### Cronologia presenze e reti in nazionale
| Cronologia completa delle presenze e delle reti in nazionale ― Italia under 21 | Cronologia completa delle presenze e delle reti in nazionale ― Italia under 21 | Cronologia completa delle presenze e delle reti in nazionale ― Italia under 21 | Cronologia completa delle presenze e delle reti in nazionale ― Italia under 21 | Cronologia completa delle presenze e delle reti in nazionale ― Italia under 21 | Cronologia completa delle presenze e delle reti in nazionale ― Italia under 21 | Cronologia completa delle presenze e delle reti in nazionale ― Italia under 21 | Cronologia completa delle presenze e delle reti in nazionale ― Italia under 21 |
| Data                                                                           | Città                                                                          | In casa                                                                        | Risultato                                                                      | Ospiti                                                                         | Competizione                                                                   | Reti                                                                           | Note                                                                           |
| ------------------------------------------------------------------------------ | ------------------------------------------------------------------------------ | ------------------------------------------------------------------------------ | ------------------------------------------------------------------------------ | ------------------------------------------------------------------------------ | ------------------------------------------------------------------------------ | ------------------------------------------------------------------------------ | ------------------------------------------------------------------------------ |
| 16-11-2021                                                                     | Frosinone                                                                      | Italia under 21                                                                | 4 – 2                                                                          | Romania under 21                                                               | Amichevole                                                                     | -                                                                              | 46’                                                                            |
| 25-3-2022                                                                      | Podgorica                                                                      | Montenegro under 21                                                            | 1 – 1                                                                          | Italia under 21                                                                | Qual. Europeo Under-21 2023                                                    | -                                                                              |                                                                                |
| 29-3-2022                                                                      | Trieste                                                                        | Italia under 21                                                                | 1 – 0                                                                          | Bosnia ed Erzegovina under 21                                                  | Qual. Europeo Under-21 2023                                                    | -                                                                              | 66’                                                                            |
| 9-6-2022                                                                       | Helsingborg                                                                    | Svezia under 21                                                                | 1 – 1                                                                          | Italia under 21                                                                | Qual. Europeo Under-21 2023                                                    | -                                                                              | 60’                                                                            |
| 14-6-2022                                                                      | Ascoli Piceno                                                                  | Italia under 21                                                                | 4 – 1                                                                          | Irlanda under 21                                                               | Qual. Europeo Under-21 2023                                                    | -                                                                              | 66’                                                                            |
| 22-9-2022                                                                      | Pescara                                                                        | Italia under 21                                                                | 0 – 2                                                                          | Inghilterra under 21                                                           | Amichevole                                                                     | -                                                                              | 46’                                                                            |
| 26-9-2022                                                                      | Castel di Sangro                                                               | Italia under 21                                                                | 1 – 1                                                                          | Giappone under 21                                                              | Amichevole                                                                     | -                                                                              | 46’                                                                            |
| 24-3-2023                                                                      | Bačka Topola                                                                   | Serbia under 21                                                                | 0 – 2                                                                          | Italia under 21                                                                | Amichevole                                                                     | -                                                                              | 46’                                                                            |
| 22-6-2023                                                                      | Cluj-Napoca                                                                    | Francia under 21                                                               | 2 – 1                                                                          | Italia under 21                                                                | Europeo Under-21 2023 - 1º turno                                               | -                                                                              | 88’                                                                            |
| 22-6-2023                                                                      | Cluj-Napoca                                                                    | Svizzera under 21                                                              | 2 – 3                                                                          | Italia under 21                                                                | Europeo Under-21 2023 - 1º turno                                               | 1                                                                              |                                                                                |
| 22-6-2023                                                                      | Cluj-Napoca                                                                    | Italia under 21                                                                | 0 – 1                                                                          | Norvegia under 21                                                              | Europeo Under-21 2023 - 1º turno                                               | -                                                                              |                                                                                |
| Totale                                                                         |                                                                                | Presenze                                                                       | 11                                                                             |                                                                                | Reti                                                                           | 1                                                                              |                                                                                |

## Palmarès

### Club
- Serie D: 1

Avellino: 2018-2019 (girone G)
- Scudetto Serie D: 1

Avellino: 2018-2019
- Campionato italiano di Serie B: 1

Empoli: 2020-2021